# Teotihuacán
Teotihuacán var en præ-columbiansk storbystat og er i dag en kommune i delstaten Mexico i Mexico.
Kommunen dækker et areal på i alt 82,66 km² og havde ifølge folketællingen i år 2000 et indbyggertal på 44.653.
Den historiske storby Teotihuacán er kendt for at være hjemsted for Teotihuacán-pyramiderne og er blevet indskrevet på UNESCO's Verdensarvsliste i 1987. Udover pyramiderne, er Teotihuacan også yderst arkæologisk vigtig på grund af det store antal af dens komplekse, flerfamilie-residenser og bebyggelser med utallige fund af livets gang i byen, de mange store templer for de mange guder, De Dødes Vej mellem pyramiderne, og de farvestrålende vægmalerier, som er blevet ganske velbevarede. Derudover har bystaten eksporteret højkvalitets-værktøjer af obsidian til hele Mellemamerika under sin storhedstid og påvirket andre kulturer, som sin nabo maya-kulturen.

## Historien og befolkningen
Teotihuacán var den største by i det præ-columbianske Amerika. Den ligger i delstaten Mexico i Mexico, ca. 40 km nordøst for Mexico City. Byens originale navn er ukendt, da der ikke endnu var fundet nogen skrifter med byens eget sprog, kun mayanske inskriptioner udefra, der beskrev byen ved kontakter udefra. "Teotihuacan" er et senere aztekisk navn givet til byen efter dens kollaps i 5-6. århundrede, og betyder gudernes sted, mens mayaerne syntes at kalde byen "puh", som betød Siv-byen - da byen var bygget på et marskområde, der blev opdyrket.
Ifølge legenden var det her guderne mødtes for at planlægge skabelsen af mennesket. Navnet Teotihuacán betegner også den civilisation, som byen dominerede, og som i sin storhedstid dækkede det meste af Mesoamerika.
Byen Teotihuacán blev bygget omkring år 300 f.Kr. og havde sin storhedstid fra 300 til 600 e.Kr., hvor den var centrum for en indflydelsesrig kultur. Da byen var på sit højeste, dækkede den et areal på 13 km² og var formentlig hjemsted for over 150.000 indbyggere, måske endda så mange som 200.000. Den brede centrale boulevard, kaldt De Dødes Vej, var omgivet af imponerede ceremoniel arkitektur, blandt andre Solens pyramide, Månens pyramide, Den Fjerklædte Slanges tempel (fejlagtigt kaldet for den aztekske gud Quetzalcoatls pyramide) og mange mindre templer og paladser. De aztekiske navne i byen var givet af aztekerne, som fandt byen som en forladt ruin ved skabelsen af deres imperie.
Desværre har man ikke kendskab til nogen gamle tekster fra Teotihuacán, da de katolske erobrere fra Spanien havde ødelagt alle tekster på mayansk, som de kunne finde omkring år 1535. Byen nævnes lejlighedsvis i få overlevende tekster i mayaernes monumenter, hvilket viser at Teotihuacáns adel rejste til, og giftede sig ind i, lokale herskerfamilier så langt væk som i Honduras. Derudover giver de mange vægmalerier og gravgods en afbildning af livets gang og skikke i byen, som der forskes i, dog med stort gætværk og fejlmargen.
Byens oprindelse er uvis. Forskere har spekuleret om udbruddet af Xitle-vulkanen havde forårsaget en stor migration ud af den centrale dal i Mexico og ind i Teotihuacan-dalen. Sådanne tilflyttere kunne have startet eller udvidet bygningen af Teotihuacan. Byggere af Teotihuacan brugte den fugtige marskland til sin fordel. Som i Mexico-byen, brugte byggerne den sumpede grund til at bygge platforme, kendt som chinampas på spansk, som skabte høj produktivitet i landbruget på trods af gamle dyrkningsmetoder. Mellem platformene kunne man skabe kanaler, som brugtes til kano-bådtrafik og derved kunne man også transportere fødevarer og andre varer fra farme omkring byen. De tidligste bygninger i Teotihuacan er dateret til cirka 200 år fvt. Det største tempel, som er Solpyramiden, blev bygget omkring år 100 e.v.t.
Der debatteres stadig, hvilken etnisk befolkning der dominerede byen. Man har tidligere troet, at byen var aztekisk eller mayansk og fejlagtig givet aztekiske navne til byens guddomme, men det er ikke tilfældet, især da aztekernes storhedstid kom cirka 1000 år senere. Arkæologiske fund viser, at byen havde kvarterer med indbyggere fra andre dele af Mesoamerika, såsom mixtekere, zapotekere og mayaere. De mulige oprindelige folkeslag er foreslået at være Nahua-folket, Otomi-folket eller Totonac-folkeslag. Byen havde en del mayanske beboere, men syntes at bruge et andet sprog og var beskrevet af andre mayaer som erobrere. Byen var ikke en del af det noget senere mayaenske imperie, som byens kultur havde en betydelig indflydelse på. De meget senere aztekere så de imponerende ruiner af byens pyramider og templer, og påstod, at de havde fælles forfædre med teotihuacanerne, og indlemmede dele af byens kultur i sin egen. Forskerne har foreslået, at byen var en multietnisk bystat grundet de mange forskellige folkeslag i byens kvarterer. Derudover har Totonac-folkeslag altid påstået, at de havde bygget byen, hvilket var senere gentaget af aztekerne, dog har man ikke fundet enstydige beviser for påstanden.

### År 378: Underkastelse af Tikal
I january 378, mens en leder kaldet "Spydkastende Ugle" af mayaerne antagelsesvis herskede i Teotihuacan, havde en teotihuacaner kaldet Siyah K'ak' besejret Tikal i Guatemala ved at fjerne og erstatte Tikals mayanske hersker, med hjælp fra El Perú og Naachtun, som optegnet på Stelaen nr. 31 i Tikal og andre monumenter i Maya-regionen. "I året 378 havde en gruppe teotihuacanere foretaget et statskup i Tikal i Guatemala. Dette var ikke den teotihuacanske bystat, det var en gruppe udbrydere, Fjerklædte Slange-folket, som var blevet udviste fra byen. Den Fjerklædte Slanges pyramide blev brændt, alle dens skulpturer blev nedrevet og en ny platform blev bygget på pyramiden for at dække facaden."

### År 426: Underkastelse af Copán og Quiriguá
I år 426, blev en ny dynasti af herskere skabt i det besejrede Copán i Honduras af en teotihuacaner, kaldet K'inich Yax K'uk' Mo' som udnævnte sig som den første konge. Hans dynasti endte med at bestå af 16 herskere. Derefter fik Yax K'uk' Mo' installeret en anden teotihuacaner, kaldet Tok Casper som konge af Quiriguá, cirka 50 km nord for Copán.

### Højdepunkt
Byen nåede sit højdepunkte i år 450, hvor den var centrum for en magtfuld kultur, hvis indflydelse rakte helt til Mesoamerika. På sit højdepunkt dækkede byen over 30 km2, og havde en befolkning, der muligvis indbefattede helt op mod 150.000 personer, og et enkelt estimat siger helt op mod 250.000. Flere distrikter i byen havde indbyggere fra hele Teotihuacano-regionen, hvilket gik helt til Guatemala. Byen har et påfaldende fravært af fæstninger og militærstrukturer.
De politiske og kulturelle udvekslinger mellem Teotihuacan og centrummerne i Maya-regionen (og andre steder i Mesoamerika) har længe været genstand for diskussion. Der skete store ændringer i løbet af århundrederne fra den Terminale Præklassiske periode frem til den Midt-klassiske periode. "Teotihuacan-inspirede ideologier" og motiver eksisterede også i Mayaernes magtcentrummer op i den Sen-klassiske periode, der var længe efter Teotihuacans indflydelse og magt var blev mindsket voldsomt. Forskere diskuterer dog udbredelsen og graden af Teotihuacano indflydelse. Nogle mener, at den har været en direkte og militær dominans; andre mener at indførelsen af "fremmede" træk var del af en selektiv og bevidst kultural diffusion, der gik begge veje. Nye opdagelse har peget i retning af Teotihuacan ikke var meget anderledes i sine interaktioner end andre af de sene kulturer som toltekerne og aztekerne. Man antager at Teotihuacan havde stor indflydele på de præ-klassiske og klassiske mayaer, og at de sandsynligvis erobrede adskillige af mayaernes byer og områder, inklusive Tikal og området Peten, og at de havde indflydelse på mayaernes kultur.

## Religion
Forskerne Miller og Taube havde listet op 8 af de vigtigste guddomme tilbedt i byen:
- Den Store Gudinde fra Teotihuacán, også kaldet Edderkoppegudinden (afbildet med slanger og edderkopper)
- Store Stormgud[15]
- Den Fjerede Slange.[16] En meget vigtig gud i Teotihuacan; for denne gud var Den Fjerede Slanges pyramide bygget som tempel.
- Den Gamle Gud
- Krigsslangen. Forskeren Taube mente, at der var forskel på de slangeguder, hvilke kan ses afbildet på skift på Den Fjerede Slanges pyramiden: Den Fjerede Slange og hvad han kaldte for "Krigsslangen". Andre forskere er noget skeptiske overfor forslaget.[17]
- Den Netmønstrede Jaguar
- Guden af Pulque-drikken, det stærke agave-alkohol
- Den Fede Gud. Kendt ikke fra templer, men mest fra små figurer, og derved antaget til at være tilbedt i husholdningsritualer.[18]

Forskeren Esther Pasztory tilføjede en gud mere:
- Den Hudflåede Gud. Også kendt mest fra små figurer, og derved også antaget til at være tilbedt i husholdningsritualer.[18]

Forskerne er enige om at den allervigtigste guddom Teotihuacan var Den Store Gudinde fra Teotihuacán. De dominerende religionsbygninger var pyramiderne. Politik var baseret på statsreligionen og de religiøse ledere var også politiske ledere. Religiøse ledere bestilte religiøs kunst til brug ved ceremonier og ritualer. Den mest typiske religiøse kunstform var vægmalerierne eller røgelseskar, der afbildede guder som Gudinden eller den Fjerede Slange. Røgelse var brændt under ritualerne for at tilkalde guderne.
Teotihuacanerne brugte menneskeofringer i deres religion: menneskekroppe og dyreofringer var fundet under udgravningerne af pyramiderne. Forskerne mener, at mennesker var ofret som anlægs-ofre under opførelse eller udvidelse af bygninger. Ofrene var sandsynligvis fjendernes krigere taget til fange under krig og bragt til byen for at blive ofret og derved sikre byens fortsatte velstand. Nogle mænd blev halshuggede, nogle fik fjernet deres hjerter, andre var dræbt med flere slag over hovedet og nogle var begravet levende. Hellige dyr, som var dyrket for deres mytiske kræfter blev også levende begravet, holdt fangede i bure: pumaer, ulve, ørne, falke, ugler og giftige slanger.

## Galleri fra Teotihuacán
| - Facaden af den Fjerede Slanges tempel - Gårdspladen i Quetzalpapálotl-paladset - Figurer i det lokale Teotihuacan bymuseum. |

| - Puma-vægmaleriet fra De Dødes Vej - Marmormaske, fra et tispunkt mellem det 3.–7. århundrede - Slangemaske, fra et tispunkt mellem det 3.–7. århundrede |

| - Alabasterstatue af en ozelot fra Teotihuacan, 5.–6. årh., muligvis en rituel beholder til ofrede menneskehjerter (British Museum) - Den Grønne Fugl-optoget i templet for De Fjerede Snegle. - Menneskeofring i Fjeredeslangepyramiden (Miccaotli fasen, cirka år 200). Halskæden består af symboler for menneskekæber, og man fandt også halskæder med dele af rigtige menneskekæber. |

| - Et vægmaleri fra Teotihuacan - Solpyramiden set fra venstre - Et af vægmalerierne i Atetelco paladset, dateret til Xolalpan-tidsområde (årene cirka 450–650). |

## Byens undergang
Omkring år 650 var det begyndt at gå tilbage for Teotihuacán som stormagt. Byen blev plyndret og nedbrændt, hvor arkæologer tidligere har troet, at branden skyldes invaderende styrker, som for eksempel toltekere omkring år 750 e.Kr. Man har dog bemærket, af den store brand kun foregik i de herskende aristokraternes paladser og i bystatens officielle bygninger langs De Dødes Vej, hvilket kunne tyde på et stort oprør af byens borgere. Tidligere arkæologer har kun udgravet templerne og de store paladser som var brændte, og derfra konkluderet, at hele byen var nedbrændt, hvilket ikke var tilfældet. Man har til den dag ikke fundet beviser på en invasion udefra. Der var også fundet mange børneskeletter med tegn på undernæring fra det femte århundrede og frem, hvilket kunne tyde på, at det muligvis var en stor hungersnød, der bidrog til oprøret, plyndringen og byens undergang. Byens beboere var afhængige af sit lokale landbrug, hvor de dyrkedede majs, bønner, amarant, græskar, peberfrugter og grønne tomatiller. Dertil blev der samlet kaktusfigner, siv-skud, enebær, portulakker, samt jaget kaniner, vandfugle og dådyr. Selvom man holdt tamme kalkuner og hunde i byen, blev de ikke spist. Det var en svær opgave i sig selv at gro nok afgrøder til at føde den størrelse befolkning, som boede i byen, og 30-50% af beboerne blev nødt til at importere fødevarer udefra. Dertil kom længevarende tørkeperioder som følge af de ekstreme vejrforhold siden år 535-536. Derfor er der nu blevet stillet en hypotese, at undergangen af Teotihuacan kunne skyldes hungersnøden som følge af landbrugets kollaps under de ekstreme vejrforhold forårsaget af udbruddet af Ilopango-vulkanen i El Salvador i året 535.

## Arkæologi og trusler
Man glemte aldrig eksistensen af denne store by. Den ødelagte by blev i aztekernes tid et valfartssted, den forbløffede besøgende conquistadorer og har været en af de mest besøgte attraktioner for besøgende i Mexico siden det 19. århundrede. Mindre arkæologiske udgravninger blev foretaget i det 19. århundrede og i 1905 begyndte man på større udgravnings- og restaureringsprojekter, hvor Solens pyramide blev færdigrestaureret til festligholdelsen af ethundredeårsdagen for Mexicos uafhængighed i 1910.
Arkæologer opdagede i maj 2011 en 120 meter lang og 1800 år gammel tunnel, der tilsyneladende ikke havde været åbnet siden den blev forseglet. Tunnelen tænkes at måske lede til gravkamre for tidligere regenter. Tunellen ligger i 14 meters dybde og løber under Den Fjerede Slanges tempel. Indgangen blev forseglet med kampesten. Der blev foreløbig udgravet en 100 meters lang korridor løbende fra den forseglede indgang, som ender i en række af undergrundskamre udskåret i klipperne. Arkæologerne fjernede langsomt cirka 1000 tons af jord, grus og gravgods fra tunellen, ved brug af udelukkende håndkraft og skovle. Der blev fundet store spiralformede søskaller, katteknogler, keramik, og stykker af menneskehud. De utallige objekter var blandt andet træmasker dækket af indlagt jadesten og kvarts, rigt udsmykkede halskæder, fingerringe, menneskefiguriner og aligatortænder lavet af grønne stenarter, krystaller formet som øjne, billevinger arrangeret i en æske, skulpturer af jaguarer og hundredvis af metaliserede kugler med uvis formål. De mystiske kugler lå i de nordlige og sydlige kamre. De rangerer i størrelse fra 4 til 13 centimeter i diameter, har en indre kerne af ler, og er dækket af det svovlholdige mineral jarosit, der opstår under oksidation af pyrit. Ifølge forskeren George Cowgill fra Arizona Statsuniversitetet er kuglerne et fascinerende fund: "Pyrit var brugt af Teotihuacans beboere of af andre antikke mesoamerikanske kulturer. Kuglerne dækket af pyritten ville skinne strålende indtil de tabte glansen under oksidationen. De er meget unikke, men det er uvist, hvad deres formål var." Alle disse objekter var placeret med stor omhu og med bestemt formål, som om de var blevet ofret for at mildne guderne. Endnu en af de mest bemærkelsesværdige fund i tunnelkamrene var en miniature af et bjerglandskab, fundet i 17 meters dybde, med små fordybninger fyldt med flydende kviksølv, som symboliserede søer. Tunellens vægge og loft var blevet nøje dækket med et skinnende mineral-pulver bestående af magnetit, pyrit og hematit for at skabe en strålende effekt, som om man stod under åben stjernehimmel i underverdenens dybde. I enden af tunellen havde man fundet fire statuer af grøn stenart, iklædt tøj og perler, og med indlagte mineraler i øjnene. 2 af statuerne stod stadig i deres originale positioner, lænede bagud som om de betragtede verdensaksen, hvor de tre mytiske verdensplaner mødtes. Statuerne tænkes at være shamaner eller præster fra Teotihuacan, som ville guide pilgrimme til templet, og som bar på bunker af hellige objekter til brug under ritualer, deriblandt spejle af pyrit, benyttet som portaler til andre verdener. Efter man afdækkede hver segment af tunellen, brugte man en 3D-skanner for at dokumentere processen. Frem til året 2015 havde man fundet, studeret, analyseret og restaureret 75.000 fragmenter og objekter i tunellen.. Mange af disse objekter udstilles i en stor udstilling i De Young Museet i San Francisco siden september 2017.
Teotihuacán er stadig en stor turistattraktion og der er nu også et museum på stedet. De arkæologiske udgravninger på stedet fortsætter. Den gamle by er den mest besøgte arkæologiske attraktion i Mexico, hvor det tiltrak over 4 millioner turister i år 2017.
Desværre er den udgravede by truet af udvidelse af nutidige bebyggelser i området. I 2004 var den korrupte guvernør for staten Mexico Arturo Montiel blevet bestukket og har givet den amerikanske supermarkedskæde Wal-Mart lov til at bygge en kæmpebutik i den tredje arkæologiske zone af byområdet. Ifølge Sergio Gómez Chávez, en arkæolog og forsker fra den mexicanske Nationale Antropologi og Historie Institut (INAH), fandt man brudstykker af antikke keramikgods, hvor lastvogne havde dumpet jorden fjernet fra stedet.
Derudover blev Teotihuacán centrum for kontroversen over Resplandor Teotihuacano spektaklet, en meget stor lys-og-lyd installation som blev stillet op i byen for at give turisterne et natteshow. Installationen blev kritiseret for det store antal af udhulninger, som havde forårsaget brud i stenkonstruktionerne og uoprettelige skader på stedet, mens selve projektet ikke var til megen gavn for turisterne, som også protesterede mod lysshowet sammen med forskerne.